# Jégtáblák (Monet-kép)
A Jégtáblák (Les Glaçons) Claude Monet francia impresszionista festő alkotása, amely a New York-i Metropolitan Művészeti Múzeum európai gyűjteményének része.
A hosszú fagy és a sűrű havazás több kép festésére inspirálta Claude Monet-t 1892-1893 telén. A sorozat darabjai a Szajna partján készültek, közel Givernyben található otthonához. A 66 × 100,3 centiméteres képet olajjal festette vászonra 1893-ban. Az év januárban befagyott a folyó, de 23-án megkezdődött az olvadás. Másnap Monet levelet küldött Paul Durand-Ruel képkereskedőnek, és azon lamentált, hogy az enyhülés túl korán jött nekem (...), az eredmény mindössze négy-öt vászon, és azok is messze vannak a befejezéstől. Mindazonáltal a művésznek február végére sikerült egytucatnyi képet befejeznie.
A kép már 1897-ben amerikai tulajdonba, Henry Osborne Havemeyer nagyvállalkozó gyűjteményébe került. A Metropolitan-múzeum 1930. március 10. és november 2. között mutatta be először, amikor kiállították a Havemeyer-kollekciót.